# Marie Hankel
Marie Hankel (ur. 2 lutego 1844 w  Schwerin, zm. 19 grudnia 1929 w Dreźnie) – niemiecka esperantystka i pisarka. Założycielka w 1911 roku Esperantista Literatura Asocio.

## Życiorys
Hankel z domu Dippe urodziła się w 1844 roku. Wyszła za maź za matematyka Hermanna Hankla i zamieszkała w Tybindze. Po jego śmierci w 1873 roku wraca do rodzinnego miasta. W 1905 roku przenosi się do Drezna i tam uczy języka esperanto. Angażuje się w działalność miejscowego Towarzystwa (Esperanto-Gesellschaft Dresden) i jeździ na kongresy. Tam poznaje Ludwika Zamenhofa i utrzymuje z nim kontakt aż do jego śmierci w 1917 roku. Z Heinrichem Gustavem Arnholdem, Eduardem Mybsem i Albertem Schrammem należała do grupy czterech organizatorów IV Kongresu Esperanto w Dreźnie, nazywanych Kvaro por la Kvara (czterech na czwarty). W 1910 przemawiała w obronie praw wyborczych kobiet na Światowym Kongresie Esperanto w Waszyngtonie. W 1911 na  Światowym Kongresie Esperanto w Antwerpii założyła i została pierwszym prezesem Esperantista Literatura Asocio (Związek Literatów–Esperantystów). Uczestniczyła też w Światowym Kongresie Esperanto w Krakowie.

## Twórczość
W 1908 pisze sztukę „La renkonto” („Spotkanie”) oraz artykuły do esperanckich czasopism. W 1909 roku zdobywa nagrodę za wiersz La simbolo de l'amo (Symbol miłości) w konkursie zorganizowanym podczas Światowego Kongresu Esperanto w 1909 roku. W 1908 roku jej utwór zostaje opublikowany w zbiorze Tri unuaktaj komedioj, a w 1911 roku ukazuje się tomik Sableroj (Ziarnka piasku). W 1909 wzięła udział i wygrała konkurs literacki Internaciaj Floraj Ludoj (Międzynarodowe Igrzyska Kwiatowe). 